# Línea 2 Bloor–Danforth
La Línea 2 Bloor–Danforth es una de las cuatro líneas que componen la red de metro de Toronto, operada por el Comité de Tránsito de Toronto (TTC). Fue inaugurada el 26 de febrero de 1966, y cuenta con 31 estaciones y 26,2 km de longitud.
Recorre la ciudad de este a oeste, desde la estación Kennedy en Scarborough, hasta su terminal occidental en Kipling Avenue, en el distrito de Etobicoke. La parte más transitada de la línea se encuentra en el área del centro de Toronto conocida como Yorkville. Esta zona está conectada a la Línea 1 Yonge–University en las estaciones Spadina, St. George y Yonge.
La línea se cierra por la noche por mantenimiento, durante la cual los autobuses de la Blue Night Network brindan servicio a lo 